# Betta picta
Betta picta är en fiskart som först beskrevs av Achille Valenciennes, 1846.  Betta picta ingår i släktet Betta och familjen Osphronemidae. IUCN kategoriserar arten globalt som livskraftig. Inga underarter finns listade.